# Незнайка (Оренбургская область)
Незнайка — посёлок в Северном районе Оренбургской области в составе Красноярского сельсовета.

## География
Находится на расстоянии примерно 14 километров по прямой на юг-юго-восток от районного центра села Северного.

## Население
Население составляло 52 человека в 2002 году (русские 98 %), 50 по переписи 2010 года.